# Methylisonitril
Methylisonitril (auch Methylisocyanid oder Isocyanomethan) ist eine organische Verbindung und das einfachste Isonitril.

## Geschichte
Die Synthese und einige Eigenschaften von Methylisonitril wurden schon in den 1860er-Jahren publiziert.

## Vorkommen
Methylisonitril kommt im Weltall vor, jedoch in deutlich geringerer Menge als Acetonitril.

## Herstellung
Methylisonitril kann durch Erhitzen von Methyliodid (pur oder in wasserfreiem Diethylether) mit trockenem Silbercyanid erhalten werden. Eine neuere Synthesemethode ist die Dehydratisierung von N-Methylformamid, beispielsweise mit Tosylchlorid in Gegenwart von Chinolin.

## Eigenschaften
Methylisonitril ist eine ölige Flüssigkeit, hat einen starken, unangenehmen Geruch und ist hochgiftig. Es ist sehr empfindlich gegenüber Säuren und hydrolysiert leicht zu Ameisensäure und Methylamin. In Wasser ist es kaum löslich, in den meisten organischen Lösungsmitteln hingegen schon, beispielsweise in Methanol, Ethanol, Diethylether, Toluol und Dichlormethan. Methylisonitril kann zu Acetonitril isomerisieren, was auch zu einer Explosion führen kann.
Methylisonitril ist ein Baustein für Heterocyclen, beispielsweise in einer Passerini-Reaktion. Durch Addition von Methylisocyanid an einen Aldehyd entsteht ein Nitriliumion. Dieses kann Phosphatgruppen aktivieren und es wird postuliert, dass solche Reaktionen eine Rolle in der chemischen Evolution gespielt haben könnten.